# Down Galicia
La Federación Down Galicia es una organización sin ánimo de lucro que agrupa a las entidades específicas para el síndrome de Down de Galicia. Fue constituida en el año 1998 para canalizar las demandas de este colectivo en el ámbito gallego y aportar soluciones que contribuyesen a normalizar su situación en la sociedad de una forma inclusiva. 
La federación tiene como objetivo prioritario conseguir que las personas con  síndrome de Down y discapacidad intelectual alcancen la máxima capacidad posible para llevar una vida autónoma, tomar sus propias decisiones y formar parte de la sociedad de una forma visible e inclusiva.
Down Galicia pertenece a la Federación Española de Instituciones para el síndrome de Down (Down España) y forma parte del Comité de Representantes de Personas con Discapacidad de Galicia (CERMI-Galicia) y de la Red Gallega de Lucha contra la Pobreza y la Exclusión Social (EAPN-Galicia). La Federación fue declarada de Utilidad Pública por la Orden INT/2958/2006, de 12 de septiembre (BOE nº 232 do 28 de septiembre de 2006).

## Historia
En sus inicios, tanto la federación como sus entidades miembro, eran organizaciones basadas en el voluntariado y voluntariedad de las familias y algunos profesionales, que buscaban mejores oportunidades y una mejor integración en la sociedad para sus hijos e hijas. Sin embargo, a finales de los noventa la administración pública empieza a mostrar interés por potenciar este tipo de actuaciones que, por un lado realizan un cometido social y, por otro, liberan a la propia administración de tener que crear infraestructuras que den respuesta y servicios a necesidades claramente manifiestas.
Así, en un periodo breve de tiempo, fueron transformándose en organizaciones cada vez más profesionalizadas, que crecieron gracias a inversiones de las administraciones y organismos financiadores, cada vez más comprometidos con los proyectos sociales. La profesionalización de la federación fue clave para el desarrollo de aspectos fundamentales de organización, coordinación, captación de recursos, creación de asociaciones en todas las provincias y consolidación de las existentes.
La federación ha establecido alianzas con distintas entidades públicas y privadas como la Federación Española de Instituciones para el síndrome de Down (Down España), el Comité de Representantes de Personas con Discapacidad de Galicia (CERMI-Galicia), la Red Gallega de Lucha contra la Pobreza y la Exclusión Social (EAPN-Galicia), la Asociación Galega de Atención Temperá (AGAT), la Universidad de Santiago de Compostela (USC), la Asociación Galega de Pediatría de Atención Primaria (AGAPAP) o la Sociedade Galega de Xerontoloxía e Xeriatría (SGXX).

## Áreas de actuación
Down Galicia no presta servicios directamente a los usuarios, sino que coordina, elabora y propone programas de actividades a las administraciones para su puesta en práctica a través de las entidades integrantes de la misma. Según sus estatutos, tiene como misión el «coordinar, apoyar e impulsar la labor de contribución de las entidades miembro a la mejora de la calidad de vida de cada persona con síndrome de Down y con discapacidad intelectual y de sus familias, a través de la plena inclusión social y de la utilización de los recursos ordinarios de la comunidad, asumiendo lo establecido en la Convención de Naciones Unidas sobre derechos de las personas con discapacidad». La federación no se constituye como un centro prestador de servicios directamente a los usuarios, se incluye entre sus funciones la de coordinar, elaborar y proponer programas de actividades a las administraciones para su puesta en práctica a través de las entidades integrantes de la misma.
De esta manera, y según los estatutos, Down Galicia tiene como misión el «coordinar, apoyar e impulsar la labor de contribución de las entidades miembro a la mejora de la calidad de vida de cada persona con síndrome de Down y con discapacidad intelectual y de sus familias, a través de la plena inclusión social y de la utilización de los recursos ordinarios de la comunidad, asumiendo lo establecido en la Convención de Naciones Unidas sobre derechos de las personas con discapacidad». Entre sus iniciativas está el denominado Servicio de Promoción de la Autonomía Personal (SEPAP), un programa que abarca toda vida de la persona y que promueve el uso de la informática y actividades psicomotrices para facilitar el aprendizaje. El programa está dividido en seis áreas de atención:
Área de atención temprana:
Formada por servicios dirigidos a personas usuarias, y a sus familias, entre 0 y 6 años que aún no están integradas en el sistema educativo.
Área de educación:
Integrada por programas dirigidos a personas usuarias a partir de 3 años que están dentro del sistema educativo reglado y donde los programas que la conforman tienen como principal objetivo su inclusión educativa.
Área de formación y empleo:
Dirigida, principalmente, a las personas usuarias que terminaron su etapa educativa en el sistema reglado así como también a aquellas personas que aun estando en el sistema educativo están en búsqueda activa de empleo. El objetivo principal de los programas recogidos en esta área es desarrollar las capacidades de las personas usuarias para la inserción laboral y/o la mejora de su empleabilidad. 
Área de vida adulta e independiente:
Integra aquellos programas dirigidos, principalmente, a dotar de apoyo a las personas usuarias para su inclusión social activa. En esta área están recogidos aquellos programas dirigidos a personas usuarias que tienen terminada la etapa educativa reglada y/o que se encuentren en etapa de adolescencia.
Área complementaria:
Conformada por aquellos programas que, por su naturaleza aplicable a cualquier etapa evolutiva, son susceptibles de dar soporte a cualquier área.
Área transversal:
Se recogen los programas que, por su naturaleza transversal, además de estar presentes en todas las áreas abarcan a todos los grupos de interés, de forma global, de las entidades: personas usuarias, familias y entorno social. Además, engloba aquellos otros programas, que no son de atención directa a las personas usuarias, pero que, sin embargo, repercuten en el buen desarrollo de la totalidad de los programas.
Down Galicia agrupa siete entidades locales, ubicadas todas ellas en Galicia, Down Vigo, Down Pontevedra Xuntos, Teima Down Ferrol, Down Lugo, Down Compostela, Down Coruña y Down Ourense.